# Leclercera hponensis
Leclercera hponensis es una especie de araña araneomorfa del género Leclercera, familia Psilodercidae. Fue descrita científicamente por Chang & Li en 2020.
Habita en Birmania. El holotipo masculino mide 2,30 mm y el paratipo femenino 2,40 mm.